# Утиные в культуре
Представители семейства Утиные активно используются человечеством с давних пор в мифологии, живописи, скульптуре, литературе, кино и других видах искусства.

## История вопроса
Многие птицы, в особенности гуси и лебеди, оставили огромный след в культуре самых разных народов и эпох, включая и мифологические образы. В греческой мифологии облик лебедя принимал главный олимпийский бог Зевс, навещая свою возлюбленную Леду. С Зевсом связывают и одно из самых древних известных созвездий Лебедя, описанное ещё в рукописях Евдокса Книдского в IV в. до н. э.
Лебедь также является и символом индуистского бога Брахмы; в соревновании с Шивой он превращался в эту прекрасную птицу. У германских народов телом лебедя обладала дева-воительница валькирия. Гуси выступали в качестве тотемов у индейского племени тлинкитов. Многие народы Севера почитали лебедя как священную птицу: например, якуты верили, что произошли от девицы-лебедя, а буряты — что древние роды Шарят и Харят пошли от брака шамана с девицей-лебедем.
Хорошо известна легенда о том, как «гуси спасли Рим». Это история дошла до нас благодаря «Истории от основания города» («Ab urbe condita») римского историка Тита Ливия. Согласно этой легенде, в V веке до н. э. галлы осадили находящуюся на холме римскую Капитолийскую крепость и попытались захватить её, ночью забравшись по отвесной стене по горизонтально расставленным щитам ниже стоящих воинов. Защитники крепости крепко спали, и только громко загоготавшие гуси, жившие при храме Юноны, смогли их разбудить и помогли сбросить нападавших вниз.
Гуси-лебеди неоднократно упоминаются в памятнике древнерусской литературы «Слово о полку Игореве».
Огромное количество художественных произведений связано с утиными: в их числе русская народная сказка «Гуси-Лебеди», сказки Х. К. Андерсена «Гадкий утёнок» и «Дикие лебеди», балет П. И. Чайковского «Лебединое озеро». Среди современных поэтических произведений можно отметить слова к известной песне «Утиная охота», написанные автором и исполнителем Александром Розенбаумом:

Я помню, давно, учили меня отец мой и мать: 

Лечить — так лечить! Любить — так любить! 

Гулять — так гулять! Стрелять — так стрелять! 

Но утки уже летят высоко… 

Летать — так летать! Я им помашу рукой. 

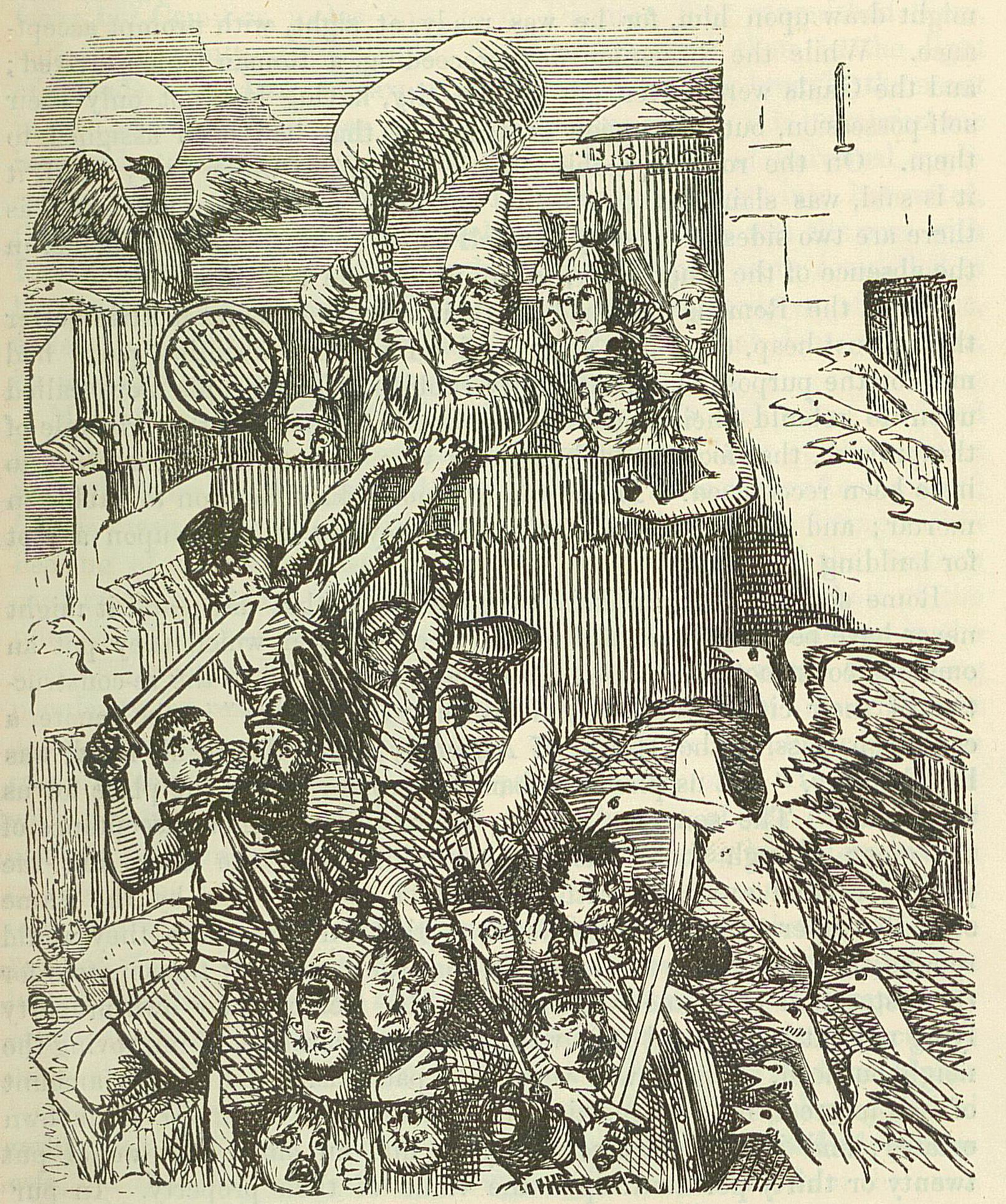
«Гуси, спасающие Рим» Рисунок Джона Лича, 1850-е
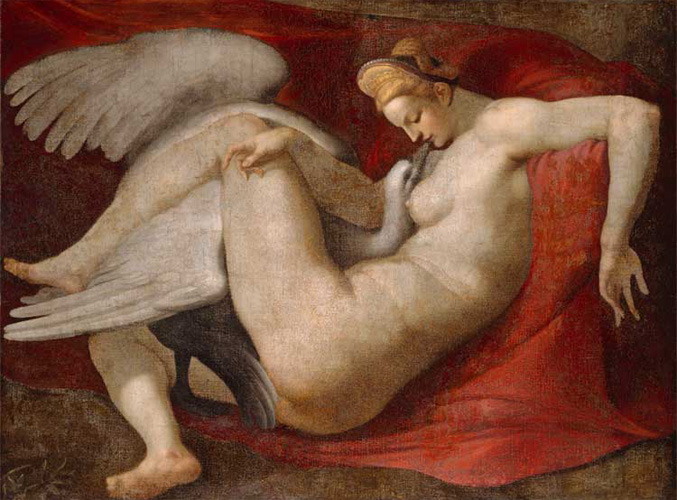
Картина Микеланджело «Леда и Лебедь»
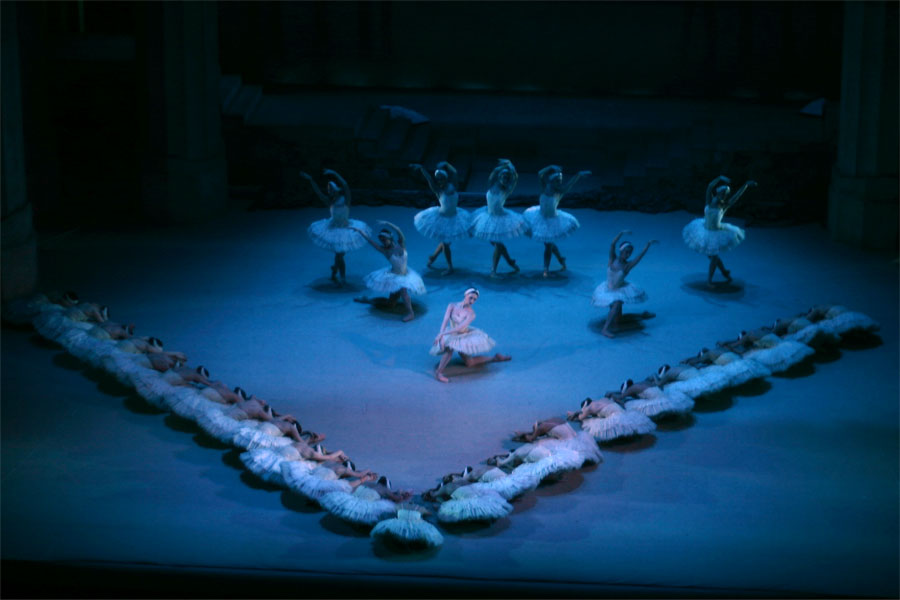
Сцена из балета «Лебединое озеро»
Картина Василия Перова «Охотники на привале», 1871 год

Весной 2010 года в японском городе Ояма состоялось бракосочетание самца японской мандаринки Дай-тян и российской утки-кряквы Мако-тян (имеется выданное мэрией города брачное свидетельство, где указано гражданство каждой из брачующихся сторон)

## В геральдике

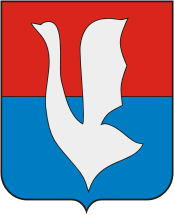
Герб города Гусь-Хрустальный Владимирской области

В геральдике лебедь символизирует чистоту, возрождение, целомудрие, гордое одиночество, поэзию, смерть.
- Лебедь (герб), Лабендзь или Дунин (пол. Łabędź, Dunin) — польский шляхетский герб.

Утки на гербах изображаются в профиль (фр. canettes), а без клюва и ног (в особенности, дикие утки) называются фр. merlettes, англ. Martlet.

## В литературе
- «Дайте дорогу утятам» — известная американская книжка с картинками о семействе уток, обосновавшемся в Бостоне (1941)
- «Утка, смерть и тюльпан» — книжка с картинками немецкого иллюстратора и писателя Вольфа Эрлбруха, философская притча (2007)

## Игрушки
- Резиновая уточка

## В музыке
- Альбом Villanden (2009) норвежской фолк-метал-группы Trollfest посвящён утке.

## В анимации
- Серая Шейка
- Дональд Дак
- Утиные истории
- Черный Плащ
- Даффи Дак